# Partit dels Treballadors Alemanys

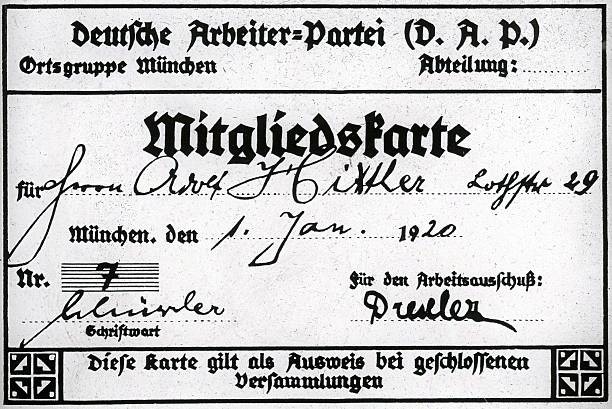
Carnet de Hitler del DAP

El Partit Obrer Alemany o Partit dels Treballadors Alemanys (alemany Deutsche Arbeiterpartei o DAP) fou un partit polític alemany d'extrema dreta fundat a Múnic el 1919 pel serraller Anton Drexler, Gottfried Feder, Dietrich Eckart i Karl Harrer, nucli originari del Partit Nacional Socialista dels Treballadors Alemanys.

## Origen
El partit es va fundar al Café Gasteig de Múnic el 5 de gener de 1919 pel serraller Anton Drexler i el mariner Michael Lotter. Es desenvolupava fora del "für einen guten Frieden Freien Arbeiterausschuss", que Drexler havia fundat angteriorment. Els seus primers membres eren principalment col·legues de Drexler del magatzem ferroviari de Múnic. Drexler fou encoratjat a fundar el partit pel seu mentor, Paul Tafel, líder de l'Alldeutscher Verband, director del Maschinenfabrik Augsburg-Nürnberg, i membre de la Societat Thule, amb el desig de fundar un partit que fos alhora nacionalista i de masses, a diferència dels partits de classe mitjana. L'afiliació inicial fou d'unes quaranta persones.[1]
El 24 de març de 1919, Karl Harrer (un periodista d'esports i membre de la Societat Thule) ingressà al DAP per a augmentar la influència de la Societat Thule sobre les seves activitats, i el nom del partit es convertia en el Cercle dels Treballadors Polítics. L'afiliació era molt escassa i les reunions se celebraven a la cerveseria local.

## Hitler s'uneix al DAP
Adolf Hitler, aleshores caporal de l'exèrcit alemany i espia de von Ludendorff, ingressà al DAP el setembre 1919 per a espiar-hi. Assistí a una reunió i discutí violent amb un membre del partit. Després d'aquest incident, Anton Drexler es va impressionar de les habilitats d'oratòria de Hitler i el convidà a afiliar-se al partit. Després de pensar-s'ho, Hitler acceptà i es va unir el 19 d'octubre com a membre número 555 (era de fet només la 55a persona membre del DAP; els nombres d'afiliació començaven en 500 per fer el grup semblés més gran). Hitler aviat n'esdevingué una figura important en el DAP, i fou el 7è membre del seu comitè central (més tard intentà reescriure la història i afirmar que era "Membre del Partit número 7" per tal de semblar-ne un dels fundadors).

## Des del DAP fins al NSDAP
Sota la influència de Hitler, el nombre de membres del partit adoptaren de pressa els seus punts de vista. En un intent que el partit atregués un sector més gran de la població, el DAP canvià el seu nom el 24 de febrer de 1920 a "Partit Nacional Socialista dels Treballadors Alemanys". El nom fou manllevat d'un altre partit austriac força actiu a l'època (Deutsche Nationalsozialistische Arbeiterpartei), encara que Hitler s'inclinava per dir-lo "Partit Social Revolucionari"; fou Rudolf Jung qui persuadí Hitler d'adoptar el noml DNSAP. (Konrad Heiden, "Socialisme nacional de du de débuts Les", Revue d'Allemagne, VII, Núm. 71 (15 de set., de 1933), pàg. 821.)

## Membres del partit
Entre els 55 membres originaris del partit hom pot destacar:
- Karl Harrer
- Anton Drexler
- Gottfried Feder
- Dietrich Eckart
- Alfred Rosenberg
- Hans Frank